# Mage: The Ascension
Mage: The Ascension è un gioco di ruolo ambientato nel Mondo di Tenebra e pubblicato dalla White Wolf. Nasce dopo il 1989 in seguito alla fusione con la Lion Rampant e l'acquisizione dei diritti di Ars Magica un gioco di ruolo creato da Jonathan Tweet e Mark Rein·Hagen. Con il contributo di parte del team originario di Ars Magica, concept ed ambientazione furono adattati per essere giocati nel XX secolo, integrando il setting nel Mondo di Tenebra. I manuali non sono stati mai tradotti in italiano.
Nel 2005, la White Wolf pubblicò Maghi: il Risveglio (Mage: The Awakening), che riprese parte delle tematiche per rivisitarle in una nuova ambientazione ed interruppe di conseguenza la stampa dei manuali legati al vecchio Mondo di Tenebra.

## Ambientazione
La fondamentale premessa di Mage: the Ascension è che ogni individuo possieda la capacità di alterare la realtà. Questa capacità, impersonificata in un misterioso alter ego noto come Avatar, esiste in uno stato dormiente nella maggior parte delle persone, ma per cause altamente variabili e soggettive (come traumi, sogni o semplice sorte) capita che una ristrettissima parte di loro sperimenti ciò che viene definito "il Risveglio" (the Awakening), l'acquisizione di una consapevolezza al di là dei comuni preconcetti. Dotati di un Avatar pienamente attivo, i maghi (o Risvegliati) diventano quindi in grado di innescare consciamente dei cambiamenti al mondo circostante tramite forza di volontà e specifiche tecniche magiche.
Le tecniche ed i credo variano enormemente tra maghi, in quanto le capacità di alterare il reale sono limitate dalla loro personale visione del mondo e dalla filosofia secondo cui strutturano coerentemente il percepito, dette paradigma. Un paradigma definisce per il mago come funzionano le cose, cosa significano in relazione alle forze dell'universo e ciò che è necessario fare per alterarle: uno sciamano animista del Congo potrebbe considerare le saette come la furia di uno spirito del cielo ed invocarne il potere tramite sacrifici e cantilene, mentre un fisico del MIT li considererebbe interazioni tra differenze di potenziale e proverebbe ad immagazzinarne energia tramite generatori e parafulmini. In Mage: The Ascension la tecnologia è solamente un'altra forma di magia.
Nel setting di Mage, la realtà ordinaria è governata dal credo collettivo dei dormienti (coloro privi di un Avatar risvegliato) chiamato Consenso (consensus). Le azioni accettate dal Consenso sono facilmente eseguibili anche da dormienti (generare luce tramite una lampadina, creare fiamme con un fornello, ecc), mentre quelle considerate impossibili risultano impossibili. Poiché è proprio l'estensione del proprio paradigma al di là dei limiti del Consenso ad innescare il Risveglio, ogni mago è in grado di compiere almeno qualche azione che sfidi la realtà conosciuta. Ogni incantesimo che imiti o si confonda all'interno delle regole del Consenso è detto in termini di gioco coincidentale, mentre quelli che palesemente ne vìolino sono detti volgari. Scagliare una palla di fuoco contro un avversario è inequivocabilmente un effetto volgare, fargli cadere un vaso in testa risulterebbe invece magia coincidentale.
A causa della loro differenza dal Consenso, tutti gli effetti di magia volgare si trovano respinti dalla realtà nell'istante stesso in cui iniziano a prendere forma, soprattutto se eseguiti in presenza di dormienti; nel tentativo di risolvere le incoerenze portate dall'atto magico la realtà innesca quindi un fenomeno di risposta noto come Paradosso, che si scaglia contro il mago in forme variabili e complesse da prevedere. Le conseguenze più comuni sono in danni fisici ed handicap più o meno temporanei (mutazioni fisiche, incapacità di lasciare un dato oggetto, malus per determinate azioni, ecc), mentre in caso di violazioni più severe del Consenso non è raro vedere spiriti del Paradosso (potenti entità con l'obiettivo di riportare ordine, principalmente punendo il mago), Quiet (un tipo particolare di follia le cui allucinazioni possono influenzare il mondo reale) o persino la prigionia del mago in un Reame del Paradosso, una dimensione a sé stante da cui fuggire può rivelarsi pressoché impossibile (in termini di gioco, è un Reame della Deep Umbra). Le forze del Paradosso solitamente intervengono secondo forme che ricordino l'effetto al quale stanno reagendo.
Per quanto possano esistere numerosi termini di gioco per categorizzare piani d'esistenza, incantesimi e componenti metafisici, è necessario ricordare che in Mage: The Ascension ogni singolo fenomeno ha rilievo unicamente nel modo in cui è interpretato dal mago che lo sperimenta. Un ricercatore di fisica Risvegliato non penserà mai a sé stesso come "mago", né alle proprie equazioni come formule magiche e focus per praticare incantesimi; ai suoi occhi saranno scienza, l'unica realtà possibile e sensata, ed i reiterati malfunzionamenti dei suoi macchinari per il teletrasporto della materia saranno considerati contatti elettrici, errori di calcolo o interazioni di particelle non identificate invece che "paradosso".
(Mage the Ascension, 2nd ed, 1995)
Il gioco si focalizza principalmente su tematiche come crescita interiore, soggettività del reale e ricerca del sé, affiancandole a situazioni di carattere più mondano come politica, guerra, ricerca, relazioni con la società e semplice sopravvivenza.

### Consiglio delle Nove Tradizioni Mistiche
Una cronaca standard di Mage: The Ascension prevede che i giocatori scelgano personaggi affiliati alle Tradizioni, su cui il manuale base si concentra. Ogni Tradizione si occupa di raggruppare tutti i maghi aderenti ad uno specifico paradigma, coordinandoli in modo da preservare ed insegnare al meglio la propria filosofia magica. Molte Tradizioni sono nate solo in tempi molto recenti, ma questo non implica che recenti siano anche i paradigmi e rituali che le caratterizzano: semplicemente, certe pratiche che un tempo erano dominio di eremiti e gruppi isolati sono confluite in tempi più moderni dentro un'unica grande organizzazione.
Le nove Tradizioni (con relativa sfera magica di specializzazione) sono:
- Akashic Brotherhood (Mind);
- Order of Hermes (Forces);
- Verbena (Life);
- Cult of Ecstasy (Time);
- Celestial Chorus (Prime);
- Euthanatos (Entropy);
- Dreamspeakers (Spirit);
- Sons of Ether (Matter);
- Virtual Adepts (Correspondence);

I rappresentanti di ogni Tradizione formano il cosiddetto Consiglio dei Nove, con lo scopo di convergere le forze verso obiettivi comuni (Nephandi, Tecnocrazia, Marauders). A causa del progressivo avanzare del paradigma scientifico e dell'imporsi della razionalità sulla superstizione, infatti, il posto riservato alla magia nel mondo si è fatto a tal punto piccolo da costringerli a formare un fronte comune anche solo per tentare di mantenere vivo un minimo di misticismo. Combattere per le Tradizioni significa rifiutarsi di amalgamare l'umanità sotto una sola mentalità o e sforzarsi per mantenere la capacità dell'uomo di sviluppare immaginazione e pensiero autonomo.
Nonostante per le Tradizioni la guerra si stia facendo tanto difficile da mettere persino in dubbio la loro sopravvivenza, le differenze filosofiche tra loro sono così marcate da risultare diverse volte incompatibili, sfociando in conflitti e persino in vere e proprie guerre (come tra gli Euthanatoi e la Akashic Brotherhood).

### Tecnocrazia
Per i Tecnocrati non esistono le distinzioni nette di cui sopra, ma esistono cinque convention:
- Iteration X;
- Syndicate;
- New World Order;
- Progenitors;
- Void Engineers.

Ai tecnocrati appartenevano anche i Sons of Ether ed i Virtual Adepts, che successivamente hanno tradito e si sono uniti alle Tradizioni.

## Meccaniche di gioco
Il sistema di gioco è una variante dello Storytelling system usato in tutta la linea di giochi della White Wolf.
I maghi usano la comprensione che hanno della realtà per alterarla e rimodellarla a loro piacimento; in termini di gioco, questa comprensione viene definita da un valore chiamato Arete (che definisce l'affinità generale del mago con la vera natura del mondo) e nove punteggi detti Sfere, macrocategorie rappresentanti diversi aspetti della realtà. Ogni sfera definisce la capacità del mago di interagire in un dato aspetto: Correspondence (spazio), Time (tempo), Life (creature viventi), Prime (energia primigenia che sostiene la realtà stessa), Spirit (interazioni con l'Umbra e le sue creature), Forces (cinetica, elettromagnetismo, termodinamica, gravità), Matter (composizione chimica dei non viventi), Entropy (entropia),Mind (mente).
Rispetto agli altri giochi basati sullo Storytelling, Ascension prevede una gestione più creativa dei poteri dei personaggi, limitandosi a definire i limiti entro i quali sia possibile per i giocatori elaborare un effetto e dando regole e paragoni sull'ammontare di successi necessario per ottenere qualcosa; l'incantesimo finale viene quindi lasciato a discrezione del giocatore, che a seconda del proprio gusto, stile di gioco e paradigma scelto per il personaggio interpretato può utilizzare la stessa sfera in moltissimi modi, a differenza di quanto ad esempio capitava in Vampire dove ogni potere sovrannaturale era molto definito e lasciava al più una lista di effetti tra cui scegliere. Per esempio, con Forces 2 è possibile simulare una lampadina od oscurarne una accesa, invertire la gravità su un piccolo oggetto, creare fiamme, accendere un'automobile; life 3 permette di curare un compagno, di rompere un osso, di trasformare la propria pelle in corteccia.
Per effetti che esulino da una singola area di influenza è possibile combinare due o più sfere, ampliando ulteriormente le possibilità a disposizione dei giocatori. Esistono inoltre regole per la magia di gruppo, che consentono ai maghi di mettere assieme le proprie competenze nel tentativo di creare effetti che da soli sarebbero incapaci di generare; è necessario considerare, tuttavia, che non tutti gli incantesimi possono essere accettati unanimemente da tutti i maghi, a causa dell'autoesclusione dovuta al loro paradigma di appartenenza. 
La decisione finale sulle sfere richieste (e delle caratteristiche complementari) rimane comunque a discrezione del Narratore.

## Confronto con Ars Magica
Mage: Ascension è stato a lungo considerato dagli appassionati come il successore spirituale del gioco di ruolo di ambientazione fantasy-medievale Ars Magica (Jonathan Tweet e Mark Rein-Hagen, 1987), al punto da essere stato talvolta scherzosamente definito come una sua nuova edizione. Da Ars Magica è stato ripreso l'intero Order of Hermes, per esempio, incluso il tradimento dei Tremere (che diverrà poi base del metaplot White Wolf e caratteristica del gioco Vampiri: la masquerade), così come l'idea che i maghi siano fondamentalmente onnipotenti e debbano temere esclusivamente le conseguenze delle proprie azioni (il Paradosso esercita e intensifica la funzione del Crepuscolo); è tuttavia sparito il concetto di Tecniche e Forme nella gestione della magia, a favore di un sistema un po' più libero che comunque conserva la possibilità di combinare le sfere, caratteristica che accresce la dinamicità del gioco dando alla magia una forma molto innovativa rispetto alla maggior parte dei giochi di ruolo.
Il fatto che Ars Magica fosse ambientato in un'europa medievale fantasy e le varie rassomiglianze nell'ambientazione spinsero inoltre diversi fan a considerarlo come una sorta di prequel di Mage: the Ascension, al punto che la White Wolf vi riservò una FAQ apposita:
A: The old Ars Magica game was originally done by some of the people who later went on to become White Wolf and be published for a while by White Wolf. While it certainly influenced Mage early on, ArM has since parted ways. The two games have diverged, and while they have some similar elements it isn't really correct to assume that ArM is the "history" of Mage at this point. The Dark Ages: Mage rulebook delves into this history.»
A: Il vecchio Ars Magica fu in origine creato da parte di chi poi se ne andò per diventare White Wolf ed essere pubblicato per qualche tempo sotto l'etichetta White Wolf. Per quanto abbia certamente influenzato Mage nel primo periodo, ArM ha preso una via diversa da allora. I due giochi si sono separati, e per quanto abbiano alcuni elementi simili non è più corretto affermare che ArM parli della "storia" di Mage. Di quella parte di storia si occupa il manuale Dark Ages: Mage.»
(White Wolf, dalle FAQ dello Storytellers Handbook, 2002)